# Стрелецкое сельское поселение (Красногвардейский район)
Стреле́цкое се́льское поселе́ние — муниципальное образование Красногвардейского района Белгородской области России. 
Административный центр — село Стрелецкое.

## История
Стрелецкое сельское поселение образовано 20 декабря 2004 года в соответствии с Законом Белгородской области № 159.
В 2022 году на территории поселения образован посёлок Белая Вежа.

## Население
| 2010  | 2011  | 2012  | 2013  | 2014  | 2015  | 2016  | 2017  | 2018  |
| ----- | ----- | ----- | ----- | ----- | ----- | ----- | ----- | ----- |
| 3800  | ↘3785 | ↘3698 | ↘2860 | ↘2804 | ↘2761 | ↘2705 | ↘2679 | ↘2671 |
| 2019  | 2020  | 2021  |       |       |       |       |       |       |
| ↗2683 | ↘2642 | ↘2412 |       |       |       |       |       |       |

## Состав сельского поселения
| № | Населённый пункт | Тип населённого пункта       | Население |
| - | ---------------- | ---------------------------- | --------- |
| 1 | Белая Вежа       | посёлок                      |           |
| 2 | Казацкое         | село                         | ↘1370     |
| 3 | Малоалексеевка   | село                         | ↘107      |
| 4 | Малобыково       | село                         | ↘712      |
| 5 | Стрелецкое       | село, административный центр | ↘690      |
| 6 | Ямки             | хутор                        | ↘121      |